# 22177 Саотоме
22177 Саотоме (22177 Saotome) — астероїд головного поясу, відкритий 6 грудня 2000 року.
Тіссеранів параметр щодо Юпітера — 3,054.
Названо на честь Саотоме (яп. さおとめ(五月女) саотоме).